# 1856 a tudományban
Az 1856. év a tudományban és a technikában.

## Régészet
- Egy Düsseldorf melletti kőbányában megtalálják az első neandervölgyi leleteket

## Születések
- február 15. – Emil Kraepelin német pszichiáter († 1926)
- március 20. – Frederick Winslow Taylor amerikai mérnök, aki feltalálta a Henry Ford által alkalmazott futószalagot († 1915)
- május 6. – Sigmund Freud zsidó származású osztrák neurológus és pszichiáter, a pszichoanalitikus iskola megalapítója († 1939)
- május 6. – Robert Peary amerikai felfedező, 1909. április 6-án elérte az Északi-sarkot († 1920)
- június 14. – Andrej Andrejevics Markov orosz matematikus († 1922)
- július 10. – Nikola Tesla szerb-amerikai fizikus, feltaláló, villamos- és gépészmérnök († 1943)
- augusztus 29. – Bíró Lajos magyar zoológus (entomológus), néprajzi gyűjtő († 1931)
- szeptember 1. – Szergej Nyikolajevics Vinogradszkij orosz származású francia bakteriológus († 1953)
- október 19. – Edmund Beecher Wilson amerikai zoológus, genetikus († 1939)
- november 8. – Fodor István magyar villamosmérnök († 1929)
- december 6. – Walther von Dyck német matematikus († 1934)
- december 18. – Joseph John Thomson angol Nobel-díjas fizikus, az elektron és izotópok felfedezésével, illetve a tömegspektrométer feltalálásával vált híressé († 1940)

## Halálozások
- február 24. – Nyikolaj Ivanovics Lobacsevszkij orosz matematikus, Bolyai Jánossal egy időben, de tőle függetlenül a nemeuklideszi geometria egyik megteremtője (* 1792)
- július 9. – Amedeo Avogadro olasz kémikus (* 1776)
- augusztus 24. – William Buckland angol geológus és őslénykutató, a katasztrofizmus képviselője a geológiában; elsőként ismertetett egy dinoszauruszfosszíliát (* 1784)
- október 17. Luigi Canina itáliai archeológus (* 1795)
- november 20. – Bolyai Farkas magyar matematikus, 1832-től a Magyar Tudós Társaság tagja (* 1765)